# فرودگاه اینورل
فرودگاه اینورل (به انگلیسی: Inverell Airport) یک فرودگاه با کد یاتا IVR است که یک باند فرود آسفالت دارد و طول باند آن ۲۱۱۴ متر است. این فرودگاه در کشور استرالیا قرار دارد و در ارتفاع ۸۱۳ متری از سطح دریا واقع شده‌است.